# Alfons I. Portugalský
Alfons I. Portugalský zvaný Alfons I. Dobyvatel (portugalsky Afonso Henriques, 1109? – 6. prosince 1185, Coimbra) byl hrabě portugalský (1112–1139; roku 1129 se prohlásil za portugalského knížete) a od roku 1140/1143 portugalský král, zakladatel portugalského království z burgundské dynastie.

## Život

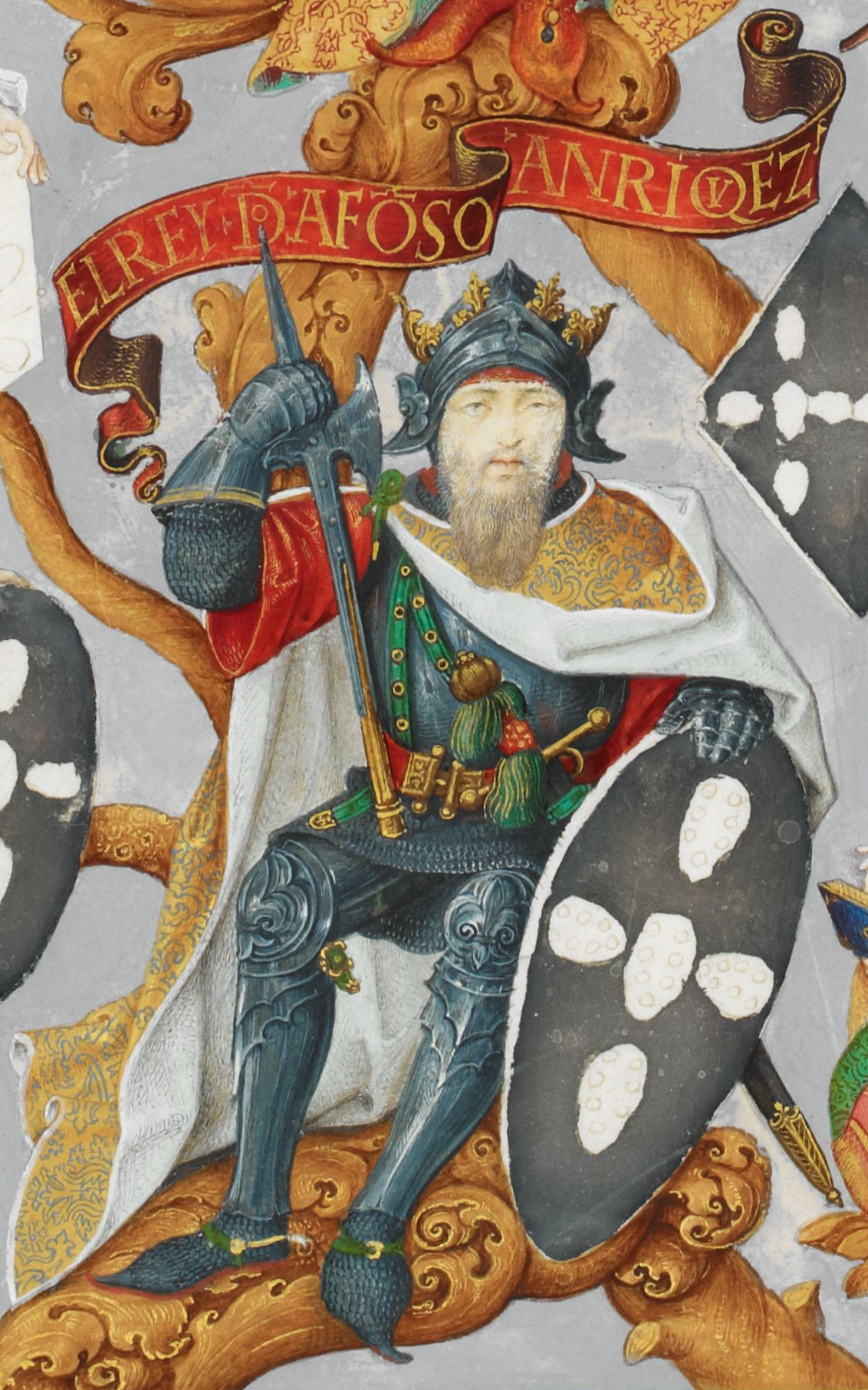

Alfons se narodil jako syn Jindřicha Burgundského a Terezy, levobočné dcery Alfonse VI. Po smrti svého otce v roce 1112 se tříletý Alfons formálně chopil vlády, fakticky však jako regentka vládla jeho matka, která se podruhé vdala za předního šlechtice z Galicie Ferdinanda Perese de Tavaru. S její vládou nesouhlasila podstatná část portugalské šlechty, na jejíž stranu se nakonec mladý Alfons v roce 1120 postavil, prohrál a byl poslán do exilu. V roce 1128 se vrátil s novým vojskem a porazil svoji matku a jejího manžela v bitvě na São Mamede. Po tomto vítězství se Alfons chopil vlády, odrazil výpad Alfonse VII. Kastilského, a stal se tak v podstatě suverénním vládcem celého Portugalska. Od roku 1126 užíval titulu kníže Portugalska.
Po ovládnutí Portugalska se přirozeným cílem Alfonsových plánů stali Maurové. Jeho tažení na jih se ve finále ukázala jako úspěšná, když v roce 1139 dosáhl významného vítězství nad muslimy u Ourique. Bezprostředně po tomto vítězství se Alfons I. nechal prohlásit králem Portugalska.
Alfons VII. Kastilský posléze po vzájemných potyčkách uznal svrchovanost Alfonse nad Portugalskem v roce 1143, důležitým úkolem však bylo zajistit mezinárodní uznání portugalského království. Toho nakonec dosáhl až v roce 1179, když se předtím musel zavázat k podřízenosti vůči Svatému stolci místo podřízenosti vůči Alfonsi VII. Nezávislost Portugalska tak byla v roce 1179 stvrzena papežskou bulou Manifestis Probatum.
V Portugalsku nechal postavit několik katedrál a všemožně podporoval církev, přičemž se v roce 1143 dopisem papeži Inocenci II. zavázal vyhnat Maury z Iberského poloostrova. Následně opravdu pokračoval ve výbojích směrem na jih a v roce 1147 dokázal dobýt Santarém a Lisabon.
Ještě v roce 1184 v pokročilém věku dokázal vojensky pomoci svému synovi Sanchovi, který byl Maury obklíčen u Santarému. Zemřel v následujícím roce a byl pohřben v kostele sv. Kříže v Coimbře. Jeho nástupcem na trůnu i na vojenském poli se stal syn Sancho.
V anketě Naši velcí Portugalci se v roce 2007 umístil na čtvrtém místě.